# Томаринский сельский совет
Томаринский сельский совет (укр. Томаринська сільська рада) — входит в состав
Бериславского района
Херсонской области
Украины.
Административный центр сельского совета находится в 
с. Томарино.

## История
- 1956 — дата образования.

## Населённые пункты совета
- с. Томарино